# Andrea Aquili
Andrea Aquili (Marino, 7 agosto 1980) è uno schermidore e maestro di scherma italiano, specializzato nella sciabola..
Cresciuto nel Frascati Scherma, entra nel Gruppo Sportivo Fiamme Oro. In carriera ha vinto una medaglia d'argento al Campionato mondiale di scherma 2005. 
Come maestro, continua ad insegnare in entrambe le società, divenendo responsabile tecnico della sciabola frascatana e del settore scherma delle Fiamme Oro. Ha fatto parte dello staff tecnico della nazionale nelle olimpiadi del 2016 e 2020. Nel 2025 viene nominato CT della nazionale femminile di sciabola.

## Palmarès

### Risultati élite
In carriera ha ottenuto i seguenti risultati:
Mondiali
Individuale
A squadre
- Argento nella sciabola a Lipsia 2005

Mondiali militari
Individuale
A squadre
- Oro nella sciabola a Grosseto 2005

Campionati italiani
Individuale
A squadre
- Argento nella sciabola a Tivoli 2009

### Risultati giovani
Europei giovani
Individuale
A squadre
- Argento nella sciabola a Porto 1999